# Bethel Airport

i7
i11
i13

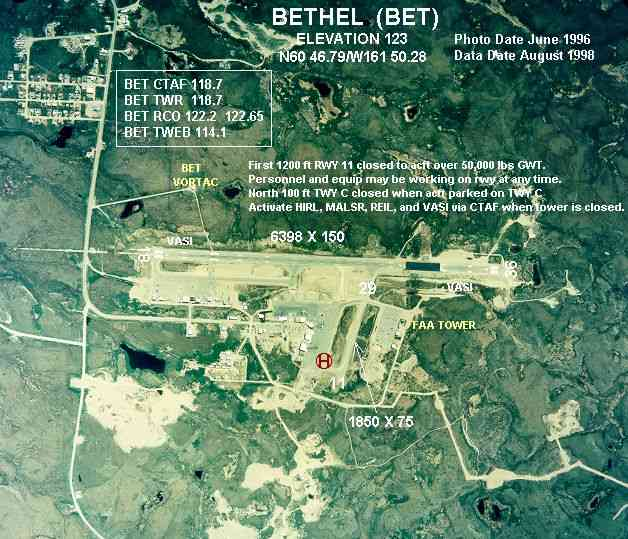
Flughafen Bethel

Der Flughafen Bethel (IATA: BET; ICAO: PABE) ist ein öffentlicher Flughafen, welcher sich 6 Kilometer südwestlich von Bethel befindet.
Nach Aufzeichnungen der amerikanischen Luftfahrtbehörde wurden 2010 insgesamt 140.291 Buchungen verzeichnet.

## Geschichte
Der Bau des Flughafens begann am 21. September 1941 und wurde am 4. Juli 1942 unter dem Namen Bethel Air Base in Betrieb genommen. Er wurde vor allem für Zwischenlandungen von sogenannten Lend-Lease-Flugzeugen genutzt, welche nach Sibirien gebracht wurden.

## Infrastruktur und Flugzeuge
Der Flughafen hat eine Fläche von 427 Hektar und befindet sich auf einer Höhe von 38 Metern über Meer.
Der Flughafen hat drei Start- und Landebahnen:
- 01L/19R: 1951 × 46 Meter Asphalt
- 01R/19L: 1219 × 23 Meter Asphalt
- 12/30: 567 × 23 Meter Kies

Im Jahre 2010 verzeichnete der Flughafen 122.000 Bewegungen, durchschnittlich 334 täglich:
- 54 % Lufttaxi
- 41 % General Aviation (Allgemeine Luftfahrt)
- 4 % Linienflüge
- 1 % Militär

Zu diesem Zeitpunkt waren 232 Flugzeuge auf dem Flughafen stationiert:
- 90 % einmotorige Flugzeuge
- 7 % mehrmotorige Flugzeuge
- 2 % Helikopter
- 1 % Militärflugzeuge